# L1 (canal de televisión)
L1 (anteriormente llamado Liga1) es un canal de televisión por suscripción peruano. Se transmite por cableoperadores y por la plataforma L1 Max. Su programación está estructurada en transmitir la mayoría de los partidos de la Primera División en formato minuto a minuto desde su edición 2023, transmite también la Segunda División desde su edición 2023.
El canal es propiedad de la Federación Peruana de Fútbol y operado por la empresa argentina Torneos, subcontratada por 1190 Sports.